# 준 맥클로이

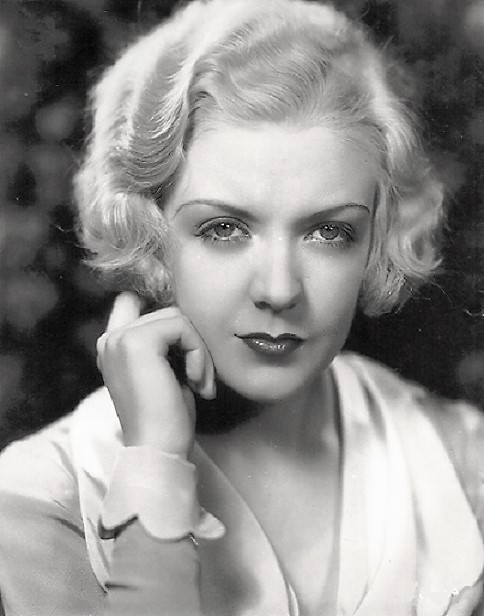

준 맥클로이(June MacCloy, 1909년 6월 2일 ~ 2005년 5월 5일)는 미국의 배우, 가수, 영화배우이다.

## 영화
- 언홀리 파트너스 (1941년) - 블론드 인 마이애미 역
- 고 웨스트 (1940년)
- 리칭 포 더 문 (1930년)